# Hang Seng Index
Pour les articles homonymes, voir Hang Seng (homonymie), Seng et HSI.
 (septembre 2011).
Si vous disposez d'ouvrages ou d'articles de référence ou si vous connaissez des sites web de qualité traitant du thème abordé ici, merci de compléter l'article en donnant les références utiles à sa vérifiabilité et en les liant à la section « Notes et références ».

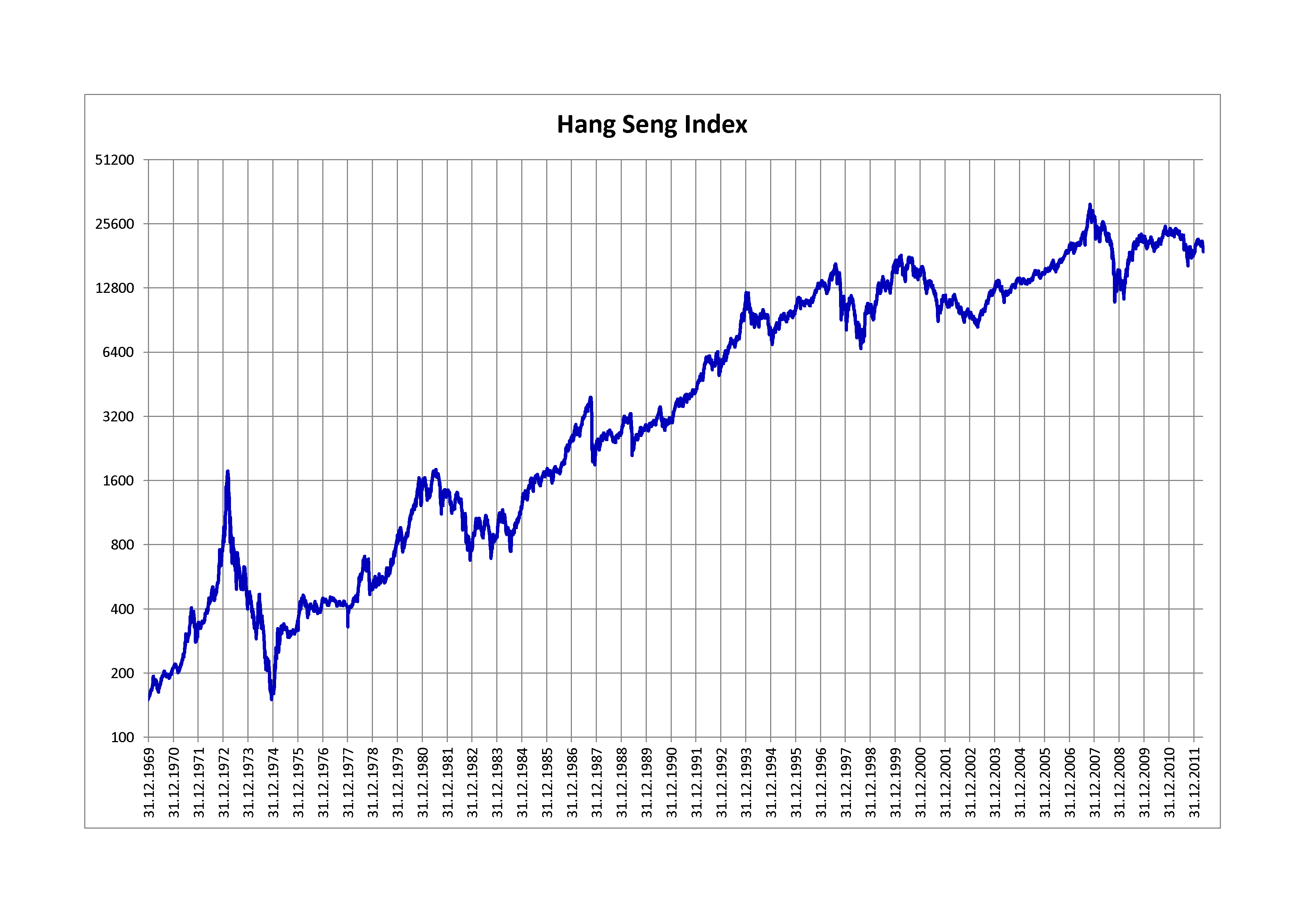
L'évolution de l'indice boursier

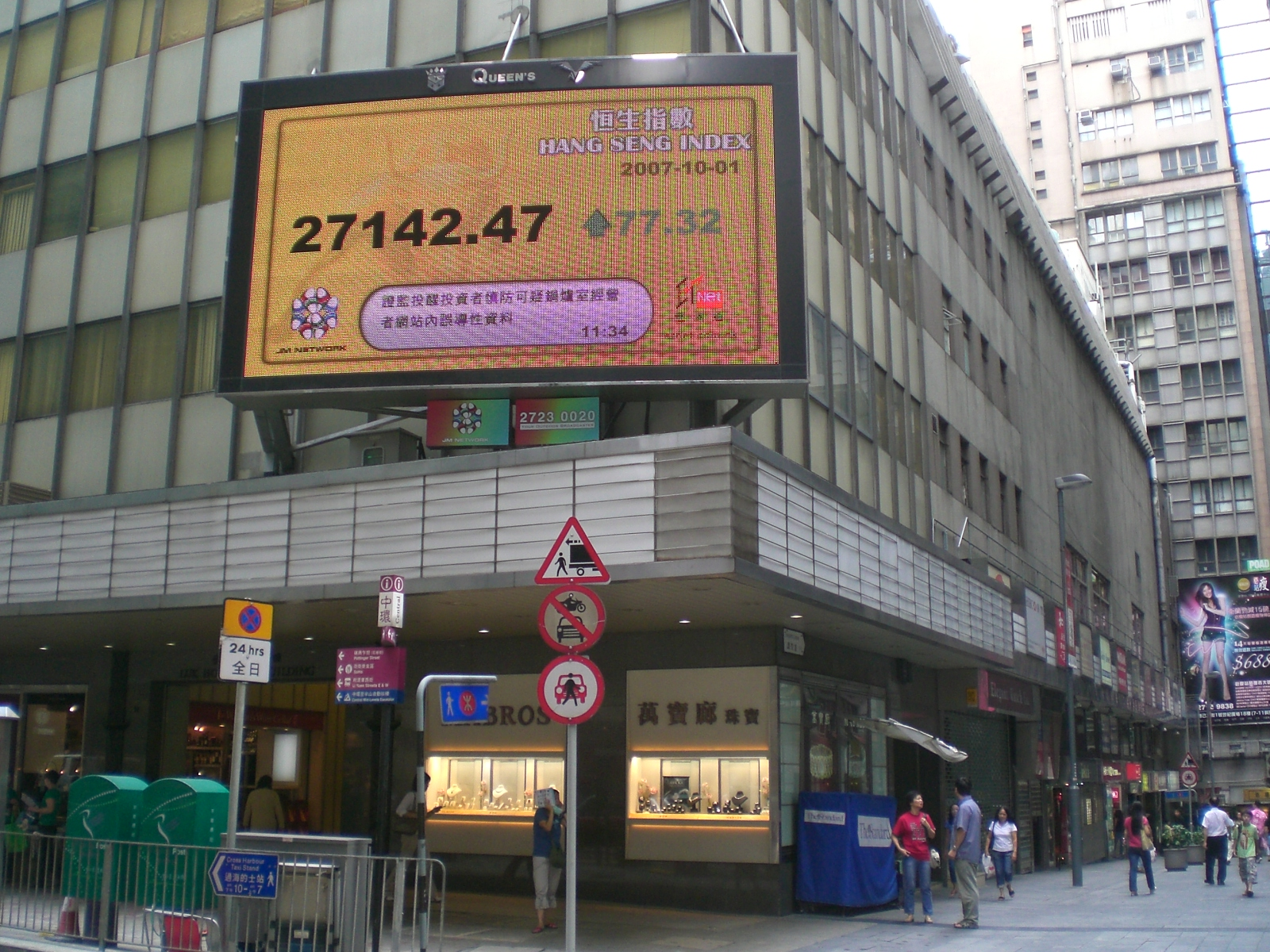
Un écran d'information renseignant sur l'indice boursier à Hong Kong

Le Hang Seng (HSI) est l'indice boursier de la bourse de Hong Kong.

## Corrélation avec les autres bourses
Les performances annuelles de l'indice Hang Seng se sont rapprochées de celles du Dow Jones, du DAX, du CAC 40 et du Footsie, les grands marchés boursiers étant de plus en plus dépendants les uns des autres depuis une quinzaine d'années.